# فيضانات تركيا 2009
 كانت الفيضانات التركية في عام 2009 سلسلة من الفيضانات المفاجئة التي وقعت في 9 سبتمبر 2009 في وحول اسطنبول، تكيرداغ، وبقية منطقة مرمرة في تركيا. أدت الفيضانات إلى مقتل ما لا يقل عن 31 شخصًا، وقدرت تكلفة الأضرار الأجمالية بما يزيد عن 70 مليون دولار. 

## خلفية
جاءت الفيضانات بعد يومين من هطول الأمطار الغزيرة، وهي أسوأ حالة شهدتها البلاد منذ 80 عامًا، والتي بدأت في 7 سبتمبر.  خلال المساء والليل من 8 سبتمبر، أصبح المطر قويًا بشكل متزايد مما أدى إلى حدوث فيضانات سريعة في جميع أنحاء المدينة في وقت مبكر من صباح 9 سبتمبر، حيث كانت المناطق المنخفضة إلى غرب المدينة هي الأكثر تضرراً.   ووصف وزير البيئة والغابات التركي فيسيل إيروغلو الأمطار بأنها «الأسوأ منذ 500 عام». الفيضانات الناتجة عن بحر مرمرة، مدخل البحر الأبيض المتوسط.

## الآثار
ولقي ما لا يقل عن 31 شخصًا مصرعهم في جميع أنحاء المنطقة، فيما حوصر العشرات في السيارات أو على أسطح المنازل ولا يزال عدد غير معروف مفقودًا.   وقعت ثلاث حالات وفاة في الضواحي الغربية لإسطنبول في 8 سبتمبر، وفقد 21 شخصًا حياتهم في إسطنبول في 9 سبتمبر وسبعة آخرين في مقاطعة تيكيرداغ المجاورة، حيث فقد شخصان آخران.   وقال معمر جولر، محافظ إسطنبول، إن 20 شخصا أصيبوا جراء الفيضانات. وقد ألقى مسؤولون وخبراء باللوم في ارتفاع عدد القتلى على التحضر غير المخطط له في إسطنبول، التي شهدت المباني التي شيدت في قاع الأنهار، ونظام البنية التحتية غير المناسب.
في بعض الأماكن وصل ارتفاع الماء إلى (3   قدم)، وقطع الوصول إلى مطار إسطنبول الرئيسي والطريق السريع الذي يمتد إلى بلغاريا واليونان. وفقا لوكالة أنباء الأناضول التي تديرها الدولة، انهار مبنى واحد، على الرغم من عدم وجود خسائر بشرية.  تم نشر الشرطة لمنع النهب من المتاجر والمصانع المهجورة، على الرغم من أن الصحافة سجلت حالات نهب من المركبات. وفي شمال غرب تركيا، تم تدمير جسرين على طريق باهتشكوي - ساراي السريع بسبب الفيضانات في نفس الوقت.  تم غسل أكثر من 200 سيارة في بحر مرمرة وتضررت عشرات الشاحنات. 